# Peter Chatain
Peter Chatain, född den 8 november 1999 i Evanston, Illinois, är en amerikansk roddare.

## Karriär
Vid olympiska sommarspelen 2024 i Paris ingick Peter Chatain i det amerikanska lag som tog brons i åtta med styrman.